# ネロ・リージ
ネロ・リージ（Nelo Risi、1920年4月21日 - 2015年9月17日）は、イタリアの詩人、映画監督、脚本家である

## 来歴・人物
1920年（大正9年）4月21日、イタリアのロンバルディア州ミラノ県ミラノで生まれる。父はスカラ座専属の医師、30歳離れた兄フェルナンドが撮影・照明の技術者で、4歳上の兄ディーノはのちに映画監督になった。
1956年（昭和31年）、ジャコモ・マッテオッティの暗殺に取材した短篇ドキュメンタリー映画『マッテオッティ暗殺』を監督したのが、最初の監督作である。1959年（昭和34年）、短篇ドキュメンタリー『ロッセリーニ兄弟』を発表、1960年（昭和35年）、同作でナストロ・ダルジェント賞短篇映画賞を受賞した。
時期は不明であるが、エディス・ブリュックと結婚している。1966年（昭和41年）に発表した『悲しみは星影と共に』はエディスと共同で脚本を執筆し、ネロが監督した作品である。
1968年（昭和43年）、『ふれあい』を監督、1970年（昭和45年）、同作の脚本でナストロ・ダルジェント賞脚本賞を受賞した。同年に監督した Ondata di calore で、サン・セバスティアン国際映画祭金の貝殻賞を受賞した。

## フィルモグラフィ
特筆以外はすべて監督作である。劇映画の監督作に関してはフルリストである。
- 『マッテオッティ暗殺』 Il delitto Matteotti : ドキュメンタリー映画、1956年 - 初監督作
- Souvenir d'Italie : 監督アントニオ・ピエトランジェリ、1957年 - 原案
- 『ロッセリーニ兄弟』 I fratelli Rosselli : 1959年
- 『豊かなる成熟』　Le italiane e l'amore : オムニバス映画、1961年 - "Le Ragazze madre" 篇
- 『明日に太陽を』　Jusqu'au bout du monde : 監督フランソワ・ヴィリエ、1963年 - 脚本
- La strada più lunga : テレビ映画、1965年 - 監督・脚本
- 『悲しみは星影と共に』　Andremo in città : 原作・脚本エディス・ブリュック、1966年 - 監督・脚本
- 『ふれあい』　Diario di una schizofrenica : 1968年 - 監督・脚本
- Flashback : 監督ラッファエーレ・アンドレアッシ、1969年 - 脚本
- 『ランボー 地獄の季節』　Una stagione all'inferno : 1970年
- Ondata di calore : 1970年 - 監督・脚本
- La colonna infame : 1972年 - 監督・脚本
- Un amore di donna : 1988年
- Per odio per amore : テレビ映画、1991年

## 関連事項
- フェルナンド・リージ （Fernando Risi [3]）
- ディーノ・リージ
- クラウディオ・リージ （it:Claudio Risi）
- マルコ・リージ （it:Marco Risi）
- ラッファエーレ・アンドレアッシ （en:Raffaele Andreassi）
- エディス・ブリュック （it:Edith Bruck）

## 註
1. 1 2 3 4 5 6 7 8 9 10 11  Nelo Risi, Internet Movie Database （英語）, 2010年9月17日閲覧。
2. ↑  Italian director Dino Risi dies, BBCニュース （英語）、2008年6月7日付、2010年9月15日閲覧。
3. ↑  Fernando Risi - IMDb（英語）, 2010年9月10日閲覧。